# Municipio de Beck-Highland
El municipio de Beck-Highland (en inglés: Beck-Highland Township) es un municipio ubicado en el condado de Perkins en el estado estadounidense de Dakota del Sur. En el año 2010 tenía una población de 13 habitantes y una densidad poblacional de 0,07 personas por km².

## Geografía
El municipio de Beck-Highland se encuentra ubicado en las coordenadas 45°13′56″N 102°40′3″O / 45.23222, -102.66750. Según la Oficina del Censo de los Estados Unidos, el municipio tiene una superficie total de 186.38 km², de la cual 185,98 km² corresponden a tierra firme y (0,21 %) 0,39 km² es agua.

## Demografía
Según el censo de 2010, había 13 personas residiendo en el municipio de Beck-Highland. La densidad de población era de 0,07 hab./km². De los 13 habitantes, el municipio de Beck-Highland estaba compuesto por el 100 % blancos. Del total de la población el 0 % eran hispanos o latinos de cualquier raza.